# Natalia Vía Dufresne
Natalia Vía Dufresne, född den 10 juni 1973 i Barcelona, är en spansk seglare.
Hon tog OS-silver i 470 i samband med de olympiska seglingstävlingarna 2004 i Aten.